# RAS (jeu de rôle)
Pour les articles homonymes, voir RAS.

Logo de RAS

RAS (sigle de rien à signaler) est un jeu de rôle de science-fiction, édité à compte d'auteur en 2000, qui navigue entre le genre space opera et la hard science-fiction, avec une nette prédilection pour la science-fiction militaire. Créé par Thomas « Totoro » Baudoin et Nicolas « Gerboiz » Julien, il mêle science-fiction classique et certains thèmes sociaux actuels.

## Univers
L'action du jeu se situe en 2204, dans la Voie lactée, dont aucune civilisation n’a encore réussi à dépasser les frontières, et dont seulement 10 % ont été explorés, ce que l'on appelle l'espace connu. Seuls quelques peuples pratiquent le voyage interstellaire.
L’espace connu est divisé en factions qui se partagent ses ressources avec plus ou moins de bonheur. Il est fréquent d’assister à de petites escarmouches, mais il n’y a pas eu réellement de grande guerre. Pour le moment du moins.

### Principaux peuples
Parmi les neuf civilisations qui coexistent dans l'espace connu, les joueurs ont le choix entre trois peuples très différents. 
- Les Humains sont bien équipés et bien établis, mais ils sont les derniers arrivés sur l'échiquier galactique. Ce sont les surdoués du développement, mais cela les rend vaniteux et perturbe leur jugement. L'humanité a réussi à faire taire ses rancœurs intestines et montre au reste de la galaxie un visage uni. Mais toute l'intolérance qui la dévorait auparavant se tourne désormais vers les autres peuples.
- Les Ullars sont des mercenaires spatiaux accomplis. Ils ont pour eux la puissance physique, le matériel et des siècles d'expérience. Descendant d'animaux proches des orques épaulards, ils en ont gardé la férocité. Ils sont divisés en clans nomades qui arpentent l'univers à la recherche de contrats, ou de vaisseaux isolés à piller. Une seule idée les anime : survivre.
- Et enfin les Adhaarax ; eux aussi sont de puissants guerriers, mais ils partagent une semi-intelligence collective unitaire. Ils ont été chassés de chez eux et viennent chercher refuge dans l'Espace Connu, mais leur mode de vie attire sur eux l'incompréhension et l'hostilité des autres peuples.

### Peuples secondaires
- Les Grison ne sont autres que les petits hommes de Roswell, des voleurs de vaches sur-intelligents avec une technologie hors du commun. Ils savent se cloner, et ne comptent aucune femelle, uniquement des scientifiques. Ce peuple fait partie de l'alliance noire.
- Les Reivax sont des êtres très nobles, commerciaux et surtout menteurs. Chez eux, tout réside dans le prestige de l’apparence et de la caste, et l'élévation sociale implique des complots incessants. Les castes sont celles des nobles, des travailleurs et des esclaves. Les Reivax sont extrêmement misogynes et ont toujours du mal à accepter les ambassadeurs féminins Shankkars et Ullars. Leurs nobles ont le droit d'être polygames.
- Les Nerfands ont deux désavantages majeurs : leur technologie a une forte tendance à la panne et ils manquent considérablement de ponctualité. Malgré cela, et la présence à proximité des Lalakans, peuple particulièrement belliqueux et puissant, ils résistent très bien sur l'échiquier galactique. Ce peuple fait partie de l'Alliance noire.
- Les Lalakans, dont on dit généralement qu'ils domineraient l'espace connu si les Shankkars n'étaient pas là, ont la forme de grands vers dotés de bras. Ce peuple fait partie de l'Alliance noire.
- Les Loz-Xocs sont de purs mercenaires, principaux concurrents des Ullars. Ils ont une affinité particulière avec la douleur, et peuvent ressentir celle des autres, même minime, à des distances impressionnantes. On dit même qu'ils sont capables de ressentir les souffrances morales.
- Les Tantax sont des êtres primitifs avec la technologie correspondante. Conquérir leur planète serait facile s’ils ne se déplaçaient pas continuellement sous terre, à l'instar de la taupe terrienne, pour livrer des attaques-surprise, et s'ils n'étaient pas de terribles prédateurs.
- Les Shankkars sont les êtres les plus puissants de l'espace connu : ils contrôlent la moitié des 10 % connus de la galaxie. Ils ont une apparence féline. Lors de la première guerre contre eux, l'union terrienne arriva à peine à ralentir leur progression vers la Terre. Lorsque les Shankkars proposèrent un armistice, les humains s'empressèrent de signer. Quelques années plus tard ils apprirent qu'une seule des douze familles avait mené cette guerre.
- Les Ati-Shackss.

## Nations stellaires
- L'Union terrienne (UT)
- L'Alliance noire (Grison, Nerfand, Lalakan)
- L'empire Reivax
- L'empire Shankkar

Citons aussi l'Ordre des Médiateurs et les pirates.

## Règles
Le système de jeu est classique : une caractéristique + la compétence demandée + 1d10 dont la somme doit dépasser ou égaler la difficulté de l'action. Des points de chance (acquis grâce aux échecs critiques : 1 au dé) permettent de relancer le dé, sauf en cas d'échec critique.
Certaines spécialisations (fantassin, Medicorp, Technosavant…) ont des compétences dites expertes. Le joueur doit alors jeter 2d10 et garder le meilleur résultat. Cela réduit grandement les chances d'échec critique.
L'armement est particulièrement mortel et les blessures très incapacitantes. Il est fortement conseillé de baisser la tête quand on se fait tirer dessus. Le moindre point d'armure peut sauver la vie d'un personnage.
Pour créer un personnage joueur (PJ) il faut d'abord déterminer quelle race sera jouée par tout le monde en accord avec le meneur de jeu. Ensuite ces races sont détaillées en archétypes, comme le Pilote Humain, la Brute Ullar, ou le Mako (savant de terrain) Adhaarax. Ces archétypes offrent des points de base, une expertise dans certaines compétences, et de l'équipement. Chaque joueur peut aussi prendre des qualités et handicaps, ou effectuer un tirage aléatoire d'historique pour étoffer le passé de son personnage en relation avec l'univers du jeu. Puis la répartition d'un capital de points de compétences, à l'appréciation du joueur, termine la création.

## Suppléments
Plusieurs suppléments, étoffant l'univers du jeu et développant la situation au fil du temps, sont disponibles. Leur distribution, ainsi que celle du livre de base, initialement prise en charge par la société Millenium, est assurée depuis fin 2004 par Le Septième Cercle.
- Livre de règles
- Écran et livret
- Grisons et Reivax
- Humains
- Capsules (plusieurs suppléments couleurs et gratuits téléchargeables en PDF sur le site officiel)